# Delias singhapura
Delias singhapura är en fjärilsart som beskrevs av Wallace 1867. Delias singhapura ingår i släktet Delias och familjen vitfjärilar. Inga underarter finns listade i Catalogue of Life.